# Jarovnice
Jarovnice – wieś (obec) na Słowacji, w kraju preszowskim w powiecie Sabinov. Pierwsze wzmianki o miejscowości pochodzą z roku 1260.
Według danych z dnia 31 grudnia 2010 wieś zamieszkiwało 5598 osób, w tym 2812 kobiet i 2786 mężczyzn. We wsi znajdował się sklep spożywczy i lokal gastronomiczny, biblioteka, boisko piłkarskie, sala gimnastyczna, a także urząd pocztowy.
W 2001 roku względem narodowości i przynależności etnicznej 82,20% populacji stanowili Słowacy, 16,29% Romowie, 0,22% Czesi, 0,05% Rusini, a po 0,02% Węgrzy i Rusini. 95,98% spośród mieszkańców wyznawało rzymskokatolicyzm, 0,99% grekokatolicyzm, 0,96% pozostawało bez wyznania. We wsi znajdowały się 372 domostwa.